# 临淮岗镇
临淮岗镇，是中华人民共和国安徽省六安市霍邱县下辖的一个乡镇级行政单位。2021年撤乡设镇。

## 行政区划
临淮岗镇下辖以下地区：
下姜台村、上姜台村、刘台村、张台村、顾台村、临闸村、黄家庙村、双砖井村、大兴村、后楼村、甘花园村、小新村、梓树村、莫店村、双门村和八里棚村。